# Ligue Nationale du Football Amateur (Algeria)
La Ligue Nationale du Football Amateur (pronuncia francese liɡ nasjɔnal dy futbol amatœʁ, in arabo الرابطة الوطنية لكرة القدم للهواة‎?), nota con l'acronimo LNFA, è l'organo che, sotto la giurisdizione della federazione calcistica algerina (FAF), gestisce e organizza in Algeria il campionato di Ligue 2. 
È stata fondata nel 2010.

## Storia
La lega è stata fondata nel 2010 al fine di gestire la Ligue 2, la seconda divisione calcistica algerina.
Nel 2020, dopo 10 anni di professionismo, la LNFA decide di tornare al dilettantismo.